# Rapporto Brundtland

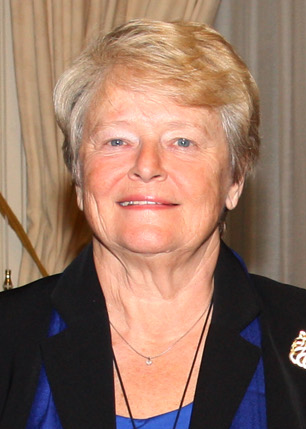
Gro Harlem Brundtland

Il rapporto Brundtland (conosciuto anche come Our Common Future) è un documento pubblicato nel 1987 dalla Commissione mondiale sull'ambiente e lo sviluppo (WCED) in cui, per la prima volta, venne introdotto il concetto di sviluppo sostenibile.
Il nome venne dato dalla coordinatrice Gro Harlem Brundtland, che in quell'anno era presidente del WCED e aveva commissionato il rapporto.
La sua definizione era la seguente:
(WCED,1987)
In tale definizione, come si può vedere, non si parla propriamente dell'ambiente in quanto tale, quanto più ci si riferisce al benessere delle persone, e quindi anche la qualità ambientale; mette in luce quindi un principale principio etico: la responsabilità da parte delle generazioni d'oggi nei confronti delle generazioni future, toccando quindi almeno due aspetti dell'ecosostenibilità: ovvero il mantenimento delle risorse e dell'equilibrio ambientale del nostro pianeta.
In relazione al turismo, secondo tale rapporto le attività turistiche si possono considerare sostenibili quando non alterano l'ambiente, non ostacolano lo sviluppo di altre attività sociali ed economiche e nel contempo riescono a mantenersi vitali in un territorio turistico per un periodo di tempo illimitato. Tutto ciò mira a garantire la redditività del territorio nel lungo periodo con obiettivi di compatibilità ecologica, socioculturale ed economica.